# Leona Mitchell
Leona Mitchell (ur. 13 października 1949 w Enid w stanie Oklahoma) – amerykańska śpiewaczka operowa, sopran.

## Życiorys
Jest córką prezbiteriańskiego pastora, jej matka amatorsko grała na fortepianie. Jako dziecko śpiewała w chórach kościelnych. Studiowała na Oklahoma City University, w 1971 roku uzyskując stopień Bachelor of Arts. Zadebiutowała partią Micaëli w Carmen w San Francisco w 1972 roku. Rok później otrzymała stypendium Opera America, które umożliwiło jej dalsze studia u Ernesta St. Johna Metza w Los Angeles. W 1975 roku, ponownie w roli Micaëli, debiutowała w nowojorskiej Metropolitan Opera. Później występowała tam m.in. jako Pamina w Czarodziejskim flecie i Musetta w Cyganerii, sławę przyniosła jej kreacja Leonory w Mocy przeznaczenia w 1982 roku. W kolejnych latach występowała m.in. w Nicei (1987), Paryżu (1988), Parmie (1990), Tel Awiwie (1992) i Sydney (1997).
Wzięła udział w nagraniu płytowym opery Porgy and Bess George’a Gershwina dla wytwórni Decca Records.